# Ализаде, Алямзар
Алямзар Ализаде (азерб. Ələmzər Əli-zadə, род. 4 сентября 1950, Кировабад) — азербайджанская детская поэтесса.

## Биография
Родилась в городе Гянджа в 1950 году. В 1974 году окончила агрономческий факультет Азербайджанского Государственного сельскохозяйственного института. Первый рассказ был напечатан в 1967 году в газете «Пионер».
В 1993 году были напечатаны стихи, вышедшие в московском календаре.
С 1986 года является членом Союза Писателей Азербайджана. С 1989 года является советником Гянджинского отделения Союза Писателей Азербайджана.
Удостоена премии на конкурсе в номинации «Лучшая детская книга года» в 1987 году.

## Книги
- «Жёлтые очки» Баку, 1973
- «Обидевшиеся цветы» Баку, 1978
- «Серьги Шафаг» Баку, 1983
- «Пахучая бабочка» Баку, 1986
- «Книга Ульвии» Баку, 1989
- «Свет неба» Баку, 1993
- «Говорю от своего имени» Баку, 1994
- «Соринка в глазу» Баку, 1997
- «Пьесы» Баку, 1998
- «Судьба и я» Гянджа, 2008
- «Последний цветок» Баку, 2010
- «Подруги золотой косы» Гянджа, 2013
- «Избранные сочинения. 2 том» Баку, 2014
- «Кого ищет луна» Москва, 2016
- «Четыре рассказа» Баку, 2018
- «Сон Анатаги» Баку, 2018

## Произведения
Произведения, напечатанные в альманахах, сборниках и учебниках:
- «Подарок голубя» Баку, 1978
- «Мой сад, моя весна» Баку, 1980
- «Родник братства» Украина, 1980
- «Апрельский дождь» Москва, 1986
- «Над вышкой мором» Минск, 1987
- «Аллегория и представления» Баку, 1988
- «Друг, протяни руку» Узбекистан, 1988
- «Страна огней Азербайджан» Баку, 1990
- «Могучий Гошгар» Баку, 2000
- «Настроение» Баку, 2000
- «Антология азербайджанской детской литературы» Баку, 2002
- «Сборник прозы» Москва, 2013
- Избранные стихи «Карабах», «Кяркюк», «Чанагкала» Турция, 2018
- «Сборник стихов тюркского мира» 3 том Турция, 2019

## Журналы
Название некоторых журналов, в которых она публиковалась:
- «Голубь[азерб.]»
- Азербайджан гадыны
- «Пионер»
- Азербайджан[азерб.]
- Herba Flora[азерб.]
- Звезда[азерб.]
- «Литературный Азербайджан»
- Дорога[азерб.] (Иран)
- «Мурзилка», Москва
- «Колобок», Москва
- «Hecetaşları», Турция
- «Колибри», Москва

## Газеты
Название некоторых газет, в которых она публиковалась:
- «Литературная газета» («Ədəbiyyat qəzeti»)
- «Молодежь Азербайджана» («Azərbaycan gəncləri»)
- «Советская деревня» («Sovet kəndi»)
- «Азербайджанский учитель» («Azərbaycan müəllimi»)
- «Пионер Азербайджана» («Azərbaycan pioneri»)
- «Голос Гянджи» («Gəncənin səsi»)
- «Советская Грузия», Грузия
- «Can Kaya», Турция
- «Древний холм» («Qoca təpə»), Турция
- «Дорога» («Yol»), Иран

## Пьесы
Пьесы, поставленные в Гянджинском Государственном кукольном театре:
- «Мешок вины», 1989 год
- «Дверь песни», 1991 год
- «Мешок вины», 2003 год
- «Друг дьявола», 2010 год
- «Пробуждение медведя», 2010 год
- «Лиса, которая опаздывала на свадьбу», 2011 год

Пьеса, поставленная в Гахском кукольном театре:
- «Лиса, которая опаздывала на свадьбу», 2010 год

## Награды
- Лучшая детская книга (1987)